# Mario Visconti
Beniamino Mario Visconti  (ur. 14 października 1907 w Iquique, zm. w 1972) – włoski szpadzista, dwukrotny medalista mistrzostw świata.
Podczas mistrzostw świata w Budapeszcie w 1933 roku Włosi w składzie: Giancarlo Brusati, Giancarlo Cornaggia-Medici, Renzo Minoli, Saverio Ragno, Franco Riccardi i Mario Visconti wywalczyli złoty medal w szpadzie drużynowej. Wynik ten Włosi z Viscontim w składzie powtórzyli na rozgrywanych cztery lata później mistrzostwach świata w Paryżu. 
Nigdy nie wzięła udziału w igrzyskach olimpijskich.